# Захоїне
Захоїне (пол. Zachoinie) — село в Польщі, у гміні Ліпник Опатовського повіту Свентокшиського воєводства.
Населення — 136 осіб (2011).
У 1975-1998 роках село належало до Тарнобжезького воєводства.

## Демографія
Демографічна структура на день 31 березня 2011 року:
|          | Загалом | Допрацездатний вік | Працездатний вік | Постпрацездатний вік |
| -------- | ------- | ------------------ | ---------------- | -------------------- |
| Чоловіки | 62      | 12                 | 37               | 13                   |
| Жінки    | 74      | 16                 | 33               | 25                   |
| Разом    | 136     | 28                 | 70               | 38                   |